# Panaxia hera
Panaxia hera är en fjärilsart som beskrevs av Carl von Linné 1767. Panaxia hera ingår i släktet Panaxia och familjen björnspinnare. Inga underarter finns listade i Catalogue of Life.